# خوان لاریا (بازیکن فوتبال)
خوان لاریا (انگلیسی: Juan Larrea؛ زادهٔ ۱۵ ژوئیهٔ ۱۹۹۳) بازیکن فوتبال اهل آرژانتین است.